# Giải bóng đá hạng nhất quốc gia Bỉ 1902–03
Đây là thống kê của Giải bóng đá hạng nhất quốc gia Bỉ mùa giải 1902-03.

## Tổng quan
Giải có sự tham gia của 10 đội, và Racing Club de Bruxelles giành chức vô địch.

## Bảng xếp hạng

### Cúp Vô địch A
| Vị thứ | Đội bóng                  | St | T | H | B | BT | BB | Đ  | HS  | Ghi chú            |
| ------ | ------------------------- | -- | - | - | - | -- | -- | -- | --- | ------------------ |
| 1      | Beerschot A.C.            | 7  | 5 | 2 | 0 | 24 | 12 | 12 | +12 | Vào bảng Chung kết |
| 2      | Léopold Club de Bruxelles | 7  | 5 | 1 | 1 | 18 | 8  | 11 | +10 | Vào bảng Chung kết |
| 3      | C.S. Brugeois             | 7  | 2 | 0 | 5 | 9  | 21 | 4  | -12 |                    |
| 4      | Antwerp F.C.              | 4  | 1 | 1 | 2 | 8  | 7  | 3  | +1  |                    |
| 5      | F.C. Brugeois             | 7  | 1 | 0 | 6 | 7  | 18 | 2  | -11 |                    |

### Cúp Vô địch B
| Vị thứ | Đội bóng                               | St | T | H | B | BT | BB | Đ  | HS  | Ghi chú            |
| ------ | -------------------------------------- | -- | - | - | - | -- | -- | -- | --- | ------------------ |
| 1      | Union Saint-Gilloise                   | 8  | 7 | 0 | 1 | 40 | 13 | 14 | +27 | Vào bảng Chung kết |
| 2      | Racing Club de Bruxelles               | 8  | 6 | 0 | 2 | 25 | 7  | 12 | +18 | Vào bảng Chung kết |
| 3      | Athletic and Running Club de Bruxelles | 7  | 3 | 0 | 4 | 20 | 26 | 6  | -6  |                    |
| 4      | F.C. Liégeois                          | 7  | 3 | 0 | 4 | 16 | 25 | 6  | -9  |                    |
| 5      | Verviers F.C.                          | 8  | 0 | 0 | 8 | 7  | 37 | 0  | -30 | [Note 1]           |

[Note 1] Merged with Stade Wallon de Verviers to become C.S. Verviétois.

### Vòng Chung kết
| Vị thứ | Đội bóng                  | St | T | H | B | BT | BB | Đ  | HS | Ghi chú |
| ------ | ------------------------- | -- | - | - | - | -- | -- | -- | -- | ------- |
| 1      | Racing Club de Bruxelles  | 6  | 5 | 1 | 0 | 12 | 4  | 11 | +8 |         |
| 2      | Union Saint-Gilloise      | 6  | 3 | 0 | 3 | 6  | 8  | 6  | -2 |         |
| 3      | Beerschot A.C.            | 6  | 2 | 2 | 2 | 5  | 8  | 6  | -3 |         |
| 4      | Léopold Club de Bruxelles | 6  | 0 | 1 | 5 | 2  | 5  | 1  | -3 |         |